# 龍影俠
《龍影俠》是香港無綫電視1992年播映的電視連續劇，全劇共20集，監製張乾文。主要演員有關禮傑、李克勤、黎姿、朱江、雷宇揚、楊美儀、胡楓等。主題曲由林慕德作曲，李克勤填詞及主唱。

## 故事大綱
成青風表面上是一位戇直跌打醫師，但遇到不平事，即以龍影俠身份逞兇除惡。為了尋訪闊別多年的姪兒傅家寶，青風與其師弟兼助手重返故鄉。叔姪二人相遇卻不相識，青風眼見家寶被養父寵壞，遂留下管教之。
留學回國的童芷君一直仰慕龍影俠。她女扮男裝偵查龍影俠的身份，期間，結識了家寶，誤以為他是龍影俠。家寶趁機戲弄她，二人頓成歡喜冤家。及後，芷君發現家寶並非龍影俠，竟佈局自我綁架，迫龍影俠現身相救，最後在緊急關頭，芷君終揭開青風的秘密…
青風之兄長朗日忽以慈善家姿態出現，暗裡卻偷運火藥原料往日本，青風只得出手懲誡之。朗日屢次陷害龍影俠，最終，青風身份最終敗露，並中了埋伏，生命危在旦夕…家寶驚聞朗日乃其親父，痛心之餘，決身入虎穴，替青風覓解藥，赫然發現朗日助日本侵華之陰謀…

## 演員表
- 關禮傑 飾 成青風（龍影俠）[2]
- 李克勤 飾 傳家寶 （龍影俠傳人）[2]
- 黎　姿 飾 童芷君[2]
- 楊美儀 飾 尤若仙[2]
- 朱　江 飾 成朗日[2]
- 雷宇揚 飾 賈偉大[2]
- 胡　楓 飾 童啟發
- 陳曼娜 飾 恩　桃[2]
- 陳潔儀 飾 娃　娃[2]
- 李家鼎 飾 傳　丙[2]
- 李麗麗 飾 賈賢淑（傳家寶的大媽）[2]
- 蘇恩磁 飾 戴四喜（傳家寶的後母之一）[3]
- 蔡欣樺 飾 喬滴滴
- 李龍基 飾 尤萬金[2]
- 李顯明 飾 鄧　東
- 鄭家生 飾 田中間
- 孫季卿 飾 楊明山
- 黃仲匡 飾 亞　狗
- 游　飇 飾 亞　雞
- 黃文標 飾 亞　牛
- 李衛民 飾 費向左
- 郭卓樺 飾 費向右
- 黃瑋琳 飾 吳順超
- 梁健平 飾 文　坤
- 王偉樑 飾 好　姐
- 陳榮峻 飾 宗　心
- 陳中堅 飾 鎮　長
- 廖麗麗 飾 鎮長夫人
- 方　傑 飾 辛　奴
- 李耀敬 飾 松　本
- 方　強 飾 報館同事
- 張漢斌 飾 工　人
- 劉桂芳 飾 金姨太
- 黃建峰 飾 手　下
- 譚一清 飾 王鄉紳
- 黎秀英 飾 王夫人
- 莫燕嫦 飾 陳夫人
- 陳紹良 飾 客　人
- 戴少民 飾 村　民
- 馬月嫦 飾 寡　婦
- 文維奇 飾 村　民
- 黃天鐸 飾 根　叔
- 白　蘭 飾 根　嫂
- 李健成 飾 店　東
- 劉柏豪 飾 小　販
- 黃成想 飾 陳秘書
- 衛　昇 飾 村　民
- 姚　棠 飾 尤家新丁
- 石　雲 飾 病　人
- 鄭玉嬌 飾 婦　人
- 阿　秋 飾 劫嬰者
- 馮麗嫦 飾 婦人甲
- 歐陽燕萍 飾 婦人乙
- 梁紫珊 飾 婦人丙
- 洪大華 飾 客　人
- 余慕蓮 飾 全　嫂
- 黃　雄 飾 日　工
- 莊永堅 飾 老　闆
- 張　兆 飾 玩具老闆
- 虞天偉 飾 鞋檔老板
- 馮敏清 飾 日本姑娘
- 鄒　靜 飾 日本姑娘
- 曹　濟 飾 裝修工人
- 張英才 飾 市　長[2]
- 李桂英 飾 川島明美
- 鄭君寧 飾 樂　手
- 呂劍光 飾 卓逸棠
- 陳志雄 飾 姚志明
- 何柏光 飾 院　長
- 羅　強 飾 老　總
- 計祥龍 飾 關　員
- 麥少華 飾 日手下甲
- 馬兆猛 飾 日手下乙
- 陳月茹 飾 妓　女
- 馮曉文 飾 護　士
- 莊慧思 飾 護　士
- 梁啟智 飾 鄉　紳
- 趙志偉 飾 日兵隊長

## 評價
影評人林娉婷以「傻頭傻腦」形容李克勤的演出，反被表現突出的配角雷宇揚蓋過。